# Logico (album)
Logico è il quinto album in studio del cantautore italiano Cesare Cremonini, pubblicato il 6 maggio 2014 dalla Trecuori e distribuito dalla Universal Music.
Si è aggiudicato il premio di "Album dell'anno" di Medimex.
Il 27 novembre 2015 è stato pubblicato un cofanetto in edizione limitata intitolato Logico Project Limited Edition, contenente sia il CD di Logico che i 3 CD dell'album dal vivo Più che logico (Live).

## Tracce
Testi e musiche di Cesare Cremonini e Davide Petrella, eccetto dove indicato.
1. Intro blu – 0:34 (Alessandro Magnanini)
2. Logico #1 – 4:42
3. GreyGoose – 3:38
4. Io e Anna – 4:10
5. John Wayne – 3:38
6. Fare e disfare – 5:22 (Cesare Cremonini, Alessandro Magnanini)
7. Vent'anni per sempre – 2:47
8. Quando sarò milionario – 4:14 (Cesare Cremonini)
9. Se c'era una volta l'amore (Ho dovuto ammazzarlo) – 4:50 (Cesare Cremonini, Alessandro Magnanini)
10. Cuore di cane – 4:27
11. Cos'hai nella testa? – 3:42 (Cesare Cremonini, Davide Petrella, Alessandro Magnanini)

## Formazione
- Cesare Cremonini - voce, chitarra acustica ed elettrica, pianoforte e tastiera, programmazione
- Nicola "Ballo" Balestri - basso
- Alessandro Magnanini - chitarra acustica ed elettrica, tastiera, sintetizzatore, programmazione, archi
- Nicola Peruch - pianoforte in Quando sarò milionario
- Adriano Molinari - batteria
- Enrico Guerzoni - violoncello in Quando sarò milionario e Se c'era una volta l'amore (Ho dovuto ammazzarlo)
- Tiziano Bianchi - tromba in Fare e disfare
- Andrea Giuffredi - tromba in Se c'era una volta l'amore (Ho dovuto ammazzarlo)
- Marco "Duba" D'Ubaldo - flauto traverso in Quando sarò milionario

## Classifiche
| Classifica (2014) | Posizione massima |
| ----------------- | ----------------- |
| Italia            | 1                 |

### Classifiche di fine anno
| Classifica (2014) | Posizione |
| ----------------- | --------- |
| Italia            | 20        |